# Бёрнс, Анна
Анна Бёрнс (англ. Anna Burns, род. 7 марта 1962, Белфаст) — североирландская писательница. Лауреат Букеровской премии 2018 года и Дублинской литературной премии 2020 года.

## Биография
Анна Бёрнс родилась в Белфасте, выросла в рабочей семье из католического района Ардойн. Переехала в Лондон в 1987 году для учёбы в университете. В настоящее время проживает в Восточном Суссексе.
Писать она начала достаточно поздно — после 30 лет, а свой первый роман No bones опубликовала в 2001 году, в возрасте 39 лет. Книга была хорошо принята и была номинирована на Женскую премию за художественную литературу в 2002 году.
За книгу «Молочник» в 2018 она получила Букеровскую премию, а в 2020 году — Дублинскую литературную премию.